# Herb powiatu bydgoskiego
Herb powiatu bydgoskiego – jeden z symboli powiatu bydgoskiego, ustanowiony 5 lipca 2001.

## Wygląd i symbolika
Herb przedstawia na tarczy w polu złotym połulwa czarnego i połuorła czerwonego, pod wspólną koroną złotą ponad murem blankowanym czerwonym. Część górna nawiązuje do herbu województwa inowrocławskiego, natomiast mur do herbu Bydgoszczy.